# 西里伯蛇鳗
西里伯蛇鳗（学名：Ophichthus celebicus）为輻鰭魚綱鳗鲡目蛇鳗科蛇鳗属的鱼类。分布于印度尼西亚以及南海等海域，棲息在底層水域，屬肉食性，生活習性不明。

## 扩展阅读
維基物種上的相關：西里伯蛇鳗